# دنیس سیزننکو
دنیس سیزننکو (اوکراینی: Денис Вікторович Сизоненко؛ زادهٔ ۱۳ آوریل ۱۹۸۴) ورزشکار ورزش شنا اهل اوکراین است.
وی در مسابقات کشوری و بین‌المللی در مجموع برندهٔ ۱ مدال طلا، ۱ مدال نقره شده‌است.